# Region kościelny Lacjum
Region kościelny Lacjum – jeden z szesnastu regionów kościelnych, na które dzieli się Kościół katolicki we Włoszech. Obejmuje swym zasięgiem świecki region Lacjum. 

## Podział
- Diecezja rzymska
- Diecezja Albano
- Diecezja Frascati
- Diecezja Ostii
- Diecezja Palestrina
- Diecezja Porto-Santa Rufina
- Diecezja Sabina-Poggio Mirteto
- Diecezja Velletri-Segni
- Archidiecezja Gaeta
- Diecezja Anagni-Alatri
- Diecezja Civita Castellana
- Diecezja Civitavecchia-Tarquinia
- Diecezja Frosinone-Veroli-Ferentino
- Diecezja Latina-Terracina-Sezze-Priverno
- Diecezja Rieti
- Diecezja Sora-Cassino-Aquino-Pontecorvo
- Diecezja Tivoli
- Diecezja Viterbo
- Opactwo terytorialne Montecassino
- Opactwo terytorialne Santa Maria di Grottaferrata
- Opactwo terytorialne Subiaco

## Dane statystyczne
Powierzchnia w km²: 18.317

Liczba mieszkańców: 5.986.409

Liczba parafii: 1.464

Liczba księży diecezjalnych: 2.898

Liczba księży zakonnych: 4.119

Liczba diakonów stałych: 309

## Konferencja Episkopatu Lacjum
- Przewodniczący: kard. Angelo De Donatis - wikariusz generalny diecezji rzymskiej
- Wiceprzewodniczący: bp Mariano Crociata - biskup Latina-Terracina-Sezze-Priverno
- Sekretarz generalny: bp Mauro Parmeggiani - biskup Tivoli i Palestriny